# 라이아노
라이아노(이탈리아어: Raiano)는 이탈리아 아브루초주 라퀼라도에 있는 코무네이다.